# Williams FW26
O FW26 é o modelo da Williams da temporada de 2004 da Fórmula 1. Condutores: Juan Pablo Montoya, Ralf Schumacher, Marc Gené e Antônio Pizzonia.

## Resultados[1]
(legenda) (em negrito indica pole position e itálico volta mais rápida)
| Ano  | Chassis | Motor       | Pneus | N° | Pilotos            | 1   | 2   | 3   | 4   | 5   | 6   | 7   | 8   | 9   | 10  | 11  | 12  | 13  | 14  | 15  | 16  | 17  | 18  | Pontos | Posição |  |
| ---- | ------- | ----------- | ----- | -- | ------------------ | --- | --- | --- | --- | --- | --- | --- | --- | --- | --- | --- | --- | --- | --- | --- | --- | --- | --- | ------ | ------- |  |
|      |         |             |       |    |                    |     |     |     |     |     |     |     |     |     |     |     |     |     |     |     |     |     |     |        |         |  |
|      |         |             |       |    |                    | AUS | MAL | BHR | SMR | ESP | MON | EUR | CAN | USA | FRA | GBR | GER | HUN | BEL | ITA | CHN | JAP | BRA |        |         |  |
| 2004 | FW26    | BMW P84 V10 | M     | 3  | Juan Pablo Montoya | 5   | 2   | 13  | 3   | Ret | 4   | 8   | DSQ | DSQ | 8   | 5   | 5   | 4   | Ret | 5   | 5   | 7   | 1   | 88     | 4°      |  |
| 2004 | FW26    | BMW P84 V10 | M     | 4  | Ralf Schumacher    | 4   | Ret | 7   | 7   | 6   | 10† | Ret | DSQ | Ret |     |     |     |     |     |     | Ret | 2   | 5   | 88     | 4°      |  |
| 2004 | FW26    | BMW P84 V10 | M     | 4  | Marc Gené          |     |     |     |     |     |     |     |     |     | 10  | 12  |     |     |     |     |     |     |     | 88     | 4°      |  |
| 2004 | FW26    | BMW P84 V10 | M     | 4  | Antônio Pizzonia   |     |     |     |     |     |     |     |     |     |     |     | 7   | 7   | Ret | 7   |     |     |     | 88     | 4°      |  |

† Completou mais de 90% da distância da corrida.

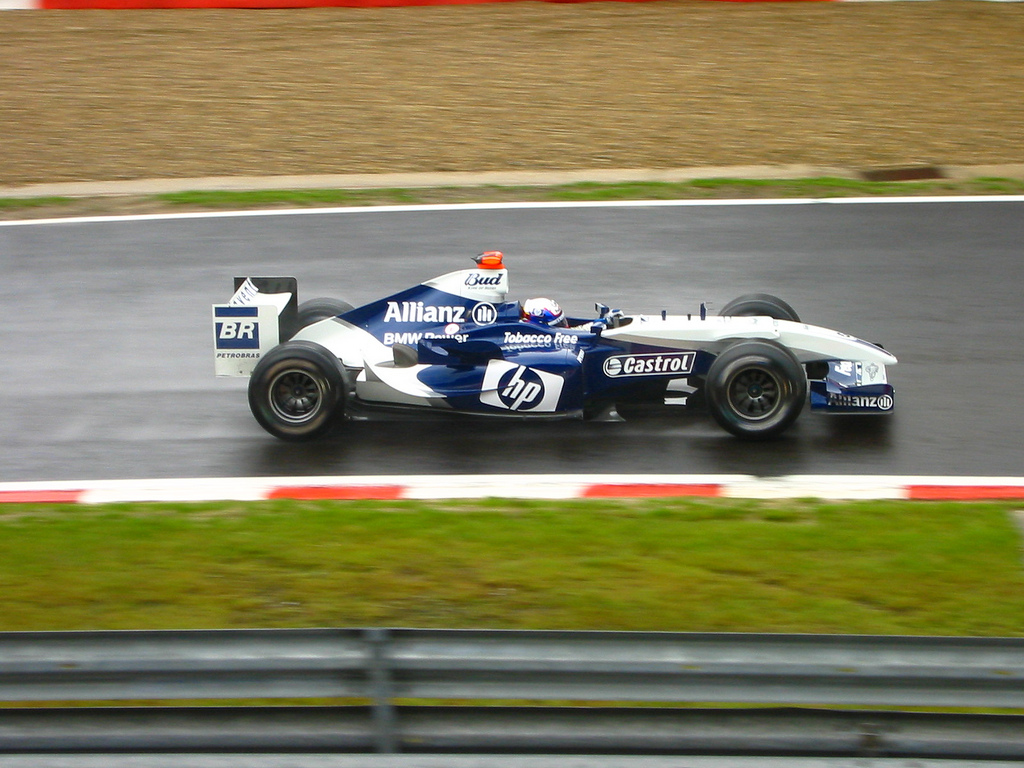
FW26 com a frente redesenhada, sendo pilotado por Juan Pablo Montoya, no GP da Bélgica.